# Orin Upshaw
Orin Thomas Upshaw (ur. 23 lipca 1874 w Peorii, zm. 15 sierpnia 1937 w Saint Louis) – amerykański lekarz i przeciągacz liny, srebrny medalista igrzysk olimpijskich.
Upshaw praktykował zawód lekarza w Saint Louis podobnie jak jego trzej bracia. Był zawodnikiem klubu Southwest Turnverein z tego też miasta, który podczas igrzysk olimpijskich 1904 wystawił dwie pięcioosobowe drużyny w przeciąganiu liny. Jako reprezentant zespołu pierwszego zdobył srebrny medal po zwycięstwie w finałowym pojedynku z drugim zespołem klubu z Saint Louis.